# Müsli

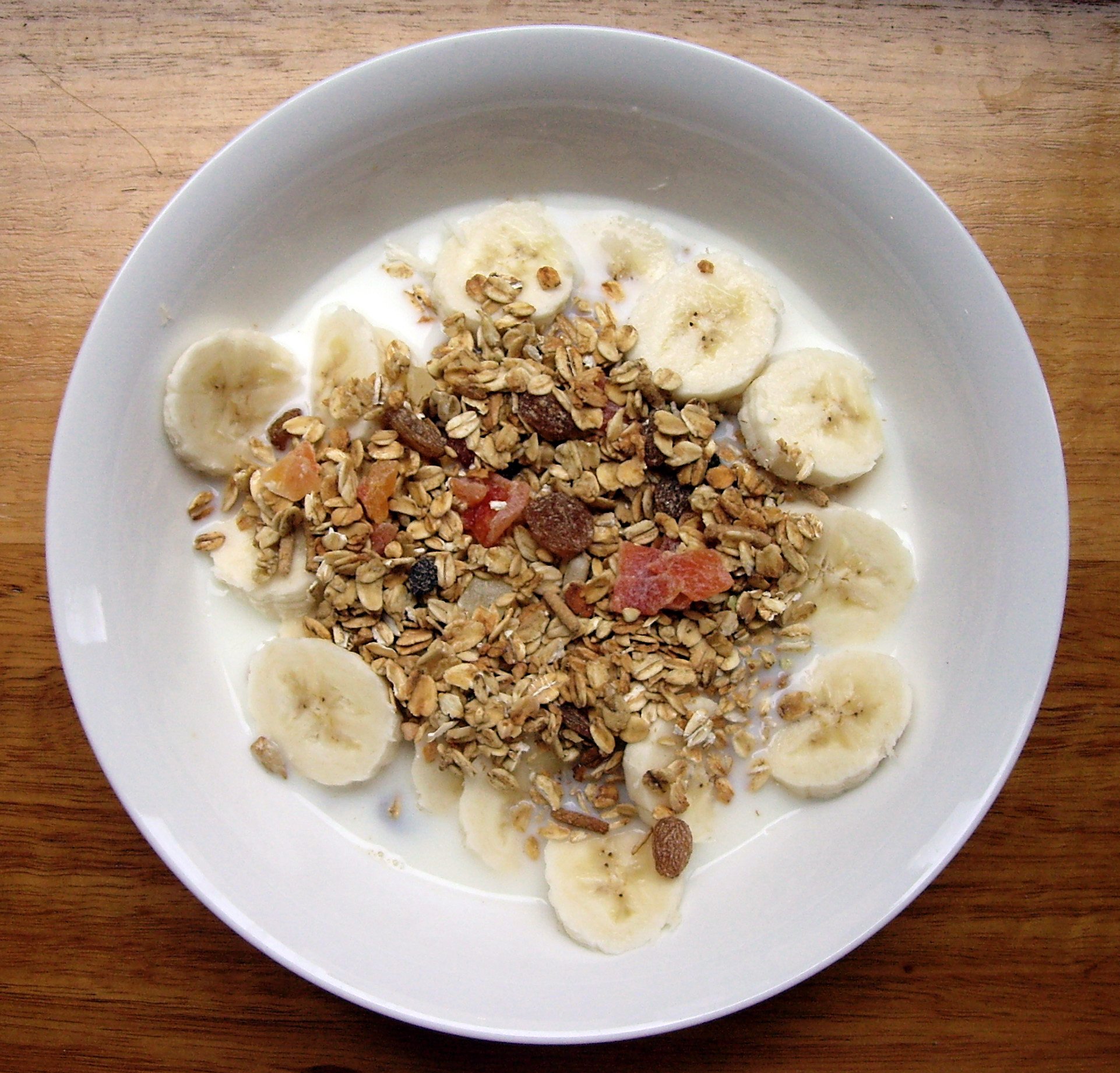
Müsli serverad med mjölk och banan.

Müsli ['mʏsːlɪ] är en blandning av bland annat olika grynsorter som havregryn, kornflingor, rågflingor, veteflingor samt torkad frukt och nötter. Müsli smaksätts ofta med socker, honung och/eller kanel. Den äts vanligen på filmjölk, yoghurt, mjölk som exempelvis en del av en frukost. Müsli kan även användas vid bakning.

## Historia
Denna variant av frukostflingor kommer från Schweiz. Den spreds sedan läkaren Maximilian Bircher-Benner år 1900 lanserat den på sanatoriet på Zürichberg. Den ursprungliga varianten bestod av rivet äpple, havregryn, nötter, mjölk, samt citronsaft för att äpplet inte skulle missfärgas, och serverades som lätt kvällsmåltid.
Ordet är bildat av tyskans ord Mus, som motsvarar svenskans ord mos (och används om fruktmos men även om kompott och gröt), med tillägg av den sydtyska diminutivändelsen -li, som också ger huvudordet omljud.

## Varianter
Granola är en grynblandning som till skillnad från konventionell müsli är rostad i ugn, ofta tillsammans med något sött och fett. Rostningen gör granola knaprigare än (annan) müsli. Ugnsrostad müsli kan även kallas crunchy müsli och säljs med olika smaksättningar.

## Exempel på varumärken
- AXA
- Finax
- Frebaco
- Paulúns
- Risenta
- Semper (exempelvis Eterna)
- Saltå kvarn
- Start!